# Contigo no, bicho
Contigo no, bicho es una película española escrita y dirigida por Álvaro Alonso y Miguel Jiménez. Protagonizada por los debutantes Manuel Pérez, Carlos Suárez y Freddy López, con los actores de reparto Amarna Miller, Alfonso Sánchez Fernández, Alberto López López y Carlos Urban. La película se estrenó en España el 20 de diciembre de 2018.